# 拉波夫拉德蒙托尔内斯
拉波夫拉德蒙托尔内斯，是西班牙加泰罗尼亚塔拉戈纳省的一个市镇。总面积12平方公里，总人口1522人（2001年），人口密度127人/平方公里。